# Janvier 1976

## Évènements
- Élection de Jean-Jacques Servan-Schreiber à l’assemblée régionale de Lorraine.

- 1er janvier : TF1 passe en SECAM / VHF / 625 lignes, et diffuse ses premières émissions en couleur.

- 7 janvier[1] : le Premier ministre belge Leo Tindemans propose d’augmenter les pouvoirs des institutions communautaires. Il propose de créer un centre de décision unique qui effacerait la distinction entre les réunions ministérielles de coopération politique et de caractère communautaire. La politique extérieure commune serait soumise à la majorité et non plus à l’unanimité. Il admet une Europe à deux vitesses, les uns progressant plus vite vers l’union et prône un renforcement des obligations concernant la politique budgétaire et monétaire et un développement des politiques sectorielles. L’Europe devrait aussi garantir les droits de ses citoyens et permettre la libre circulation des personnes.

- 7 et 8 janvier : Jamaïque, accords de la Jamaïque. Signature du deuxième amendement au FMI. Il sanctionne la démonétisation de l’or et le droit de tous les pays de laisser flotter leur monnaie : c'est la fin définitive du système adopté à Bretton Woods en 1944.

- 11 janvier : coup d’État militaire en Équateur : La chute des prix du pétrole en 1975, l’agitation sociale et les critiques de la bourgeoisie entraînent la chute du général Guillermo Rodríguez Lara.

- 12 janvier : France, remaniement du gouvernement Chirac : entrée de Raymond Barre et d’Alice Saunier-Seité au gouvernement, Jean Lecanuet est nommé ministre d’État.
- 12 janvier 1976 : décès d'Agatha Christie

- 18 janvier : massacre de Karantina. Reprise des combats au Liban avec le siège des camps palestiniens par les milices chrétiennes. Les camps sont pris d’assaut et leur population massacrée. L’OLP décide d’entrer dans l’épreuve de force.

- 19 janvier : l’OLP, stationnée en Syrie et sous le contrôle de Damas, entre au Liban et s’installe dans la Bekaa.

- 20 janvier : Hafez el-Assad propose officiellement sa médiation au Liban et avance un programme de réformes, le « document constitutionnel », destiné à réformer le pacte national de 1943 : parité des parlementaires entre chrétiens et musulmans, augmentation des pouvoirs du président de la République au détriment du président du Conseil, arrêt de l’accès aux fonctions publiques sur des bases constitutionnelles, confirmation des accords du Caire.

- 21 janvier : l'avion supersonique Concorde effectue son premier vol commercial à destination de Rio de Janeiro exploité par Air France.

- 25 janvier : 
  - retrait des troupes sud-africaines d'Angola.
  - Formule 1 : Grand Prix automobile du Brésil.

- 31 janvier : Fernand Sardou, le père de Michel Sardou, meurt d'une crise cardiaque pendant la répétition d'un spectacle.

## Naissances
- 2 janvier :
  - Mahée Paiement, comédienne québécoise.
  - Paz Vega, actrice espagnole.
- 5 janvier : Mohamed Ben Attia, réalisateur tunisien.
- 7 janvier : Éric Gagné, joueur de baseball québécois.
- 8 janvier : Jessica Leccia, actrice américaine.
- 14 janvier : Kenza Bennaceur, nageuse algérienne.
- 21 janvier : Emma Bunton, danseuse, actrice et animatrice radio et chanteuse britannique du groupe Spice Girls.
- 24 janvier : Laure Belleville, mannequin français.
- 22 janvier : Stéphanie Cabre, réalisatrice et journaliste française
- 31 janvier : Nicolas Petit,  dirigeant d'entreprise français.

## Décès
- 6 janvier : Henry George, coureur cycliste sur piste belge (° 18 février 1891).
- 8 janvier :
  - Zhou Enlai, premier ministre chinois.
  - Pierre Jean Jouve, poète et romancier français.
- 12 janvier : Agatha Christie, « reine » du roman policier (° 15 septembre 1890).
- 16 janvier : Hideichi Yokozeki, cartographe japonais (° 11 novembre 1900).
- 21 janvier : Joseph-Marie Martin, cardinal français, archevêque de Rouen (° 9 août 1891).
- 31 janvier : Fernand Sardou, chansonnier, comédien français, père de Michel Sardou